# Долна Гьоновица
Долна Гьоновица (на македонска литературна норма: Долна Ѓоновица; на албански: Gonovica e Poshtme) е село в Северна Македония в община Гостивар.

## География
Селото е разположено южно от град Гостивар в областта Горни Полог в подножието на планината Буковик.

## История
В началото на XIX век Долна Гьоновица е село в Гостиварска нахия на Тетовска кааза на Османската империя. Андрей Стоянов, учителствал в Тетово от 1886 до 1894 година, пише за селото:
| „ | С. Гйоноица. — При селото има развалини отъ стара църква. | “ |

Според статистиката на Васил Кънчов („Македония. Етнография и статистика“) в 1900 година Гьонойца (Гьоновица) (Долна и Горна) има 140 жители българи християни и 190 арнаути мохамедани.
Всички християнски жители на селото са сърбомани под върховенството на Цариградската патриаршия. Според патриаршеския митрополит Фирмилиан в 1902 година в Джьоновица има 24 сръбски патриаршистки къщи. Според секретаря на Българската екзархия Димитър Мишев („La Macédoine et sa Population Chrétienne“) в 1905 година в Гьоноица (Долна и Горна) има 200 българи патриаршисти сърбомани.
При избухването на Балканската война един човек от Гьоновица (Горна или Долна) е доброволец в Македоно-одринското опълчение. След Междусъюзническата война селото остава в Сърбия. Според Афанасий Селишчев в 1929 година Гьоновица (Долна и Горна) е село в Церовска община в Горноположкия срез и има 81 къщи с 384 жители българи и албанци.
Според преброяването от 2002 година селото има 242 жители.
| Националност | Всичко |
| македонци    | 0      |
| албанци      | 239    |
| турци        | 0      |
| роми         | 0      |
| власи        | 0      |
| сърби        | 0      |
| бошняци      | 0      |
| други        | 3      |